# Hypogymnia turgidula
Hypogymnia turgidula är en lavart som först beskrevs av Bitter, och fick sitt nu gällande namn av Elix. Hypogymnia turgidula ingår i släktet Hypogymnia och familjen Parmeliaceae.   Inga underarter finns listade i Catalogue of Life.